# Wang, Niederösterreich
Wang är en ort och kommun  i Österrike. Den ligger i distriktet Scheibbs i förbundslandet Niederösterreich, 100 km väster om huvudstaden Wien.
Kommunen består av 28 orter (Ortschaften) (inom parentes invånarantal 1 januari 2024):

- Berg (9)
- Ewixen (14)
- Griesperwarth (47)
- Grieswang (35)
- Hofweid (23)
- Höfling (11)
- Kaisitzberg (51)
- Lehmgstetten (158)
- Mitterberg (73)
- Nebetenberg (61)
- Pyhrafeld (26)
- Reidlingberg (35)
- Reidlingdorf (29)
- Reitering (45)
- Schlott (14)
- Straß (4)
- Thurhofwang (140)
- Wang (596)